# Josef Eugster

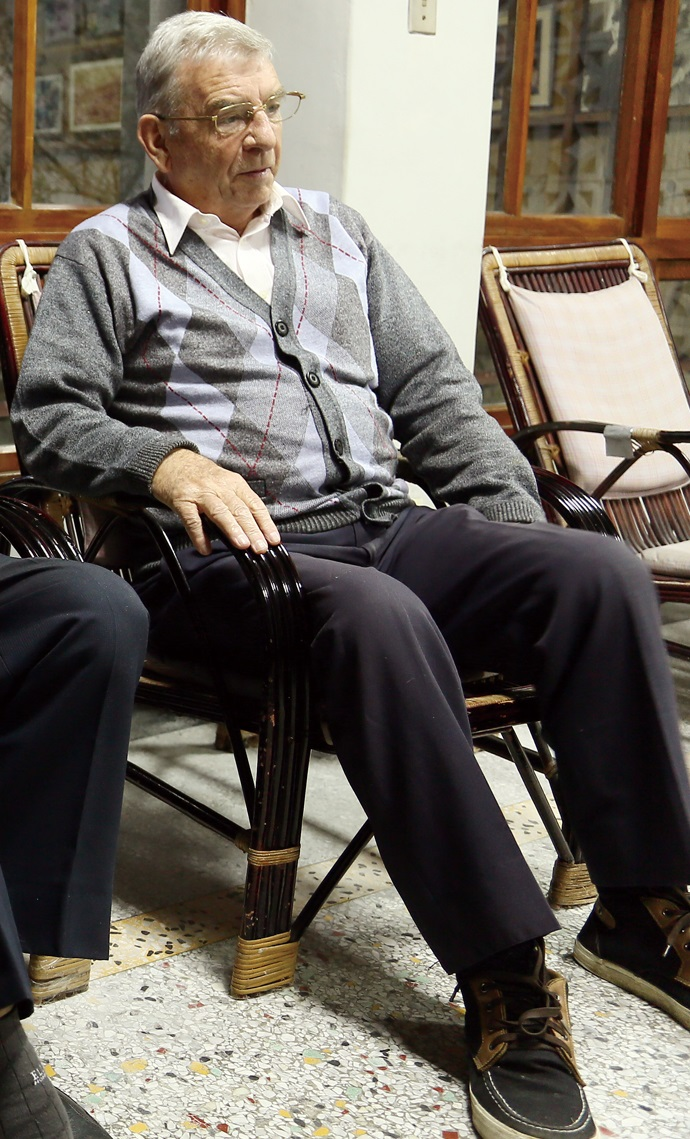
Josef Eugster

Josef Eugster (* 1940) ist ein römisch-katholischer Geistlicher und Reflexologe. Er lebt in Taiwan und wurde in Asien bekannt durch seine Fussreflexmassagen.

## Leben
Josef Eugster wuchs mit mehreren Geschwistern in Berneck im Kanton St. Gallen auf. Er entschloss sich, Missionar zu werden. Dafür durchlief er die entsprechende Ausbildung und wurde nach der Priesterweihe Mitglied der Schweizer Missionsgesellschaft Bethlehem (SMB). Von dieser Ordensgemeinschaft wurde er 1970 als Gemeindeseelsorger an die Ostküste Taiwans entsandt.
Eugster erfuhr die Wirkung einer Reflexzonenmassage als Behandlung seiner Kniegelenksarthrose. In Taiwan studierte er ab dem Alter von 50 Jahren diese Methode und verband sie mit alten chinesischen Lehren. So entwickelte er eine eigene Methode der Fussreflexzonentherapie. Kombiniert mit Eugsters aussergewöhnlicher Diagnosefähigkeit weckten diese Fähigkeiten das Interesse vieler Einwohner. Der lokale Bischof und seine Ordensoberen hatten Vorbehalte bezüglich dieser Tätigkeit Eugsters, für welche er einen zunehmenden Teil seiner Zeit einsetzte und dadurch seine ursprüngliche Aufgabe als Missionar nur noch teilweise wahrnahm. Auch wurden die Ärzte des Landes wegen seiner zunehmenden Bekanntheit auf ihn aufmerksam und verlangten, dass er Diagnosen und Therapien den Ärzten zu überlassen habe. Nachdem Eugster hohe Funktionäre und Politiker des Landes erfolgreich behandelt hatte, hielten diese ihre schützende Hand über seine Tätigkeiten. Als er 2003 den schwerkranken Papst Johannes Paul II. in Rom behandeln durfte, liessen auch seine kirchlichen Vorgesetzten ihre Kritik verstummen. Er entfaltete eine internationale Tätigkeit, indem er auch im Ausland interessierte Personen mit seiner Methode vertraut machte, so in der Schweiz, Deutschland, Österreich und Kanada.
Seine Bekanntheit in Taiwan zeigte sich, als Betrüger seinen Namen für Verkäufe von speziellen Schuhen missbrauchten.
Als Seelsorger betreute Eugster weiterhin acht Dörfer, davon zwei von Ureinwohnern mit eigener Sprache.

## Weitere Tätigkeiten
- Auskunftsperson für das Geschehen in Taiwan.[6]

## Veröffentlichungen
- mit Eugen Cheng: Pater Josefs neue leicht erlernbare Fussreflexzonentherapie. Fairsano, 2007, ISBN 978-3-033-00950-9.
- Zahlreiche Publikationen in chinesischer und in anderen Sprachen (Millionenauflagen).[7][1]

## Auszeichnungen
- Verleihung des Doktortitels durch die Weltgesundheitsorganisation[1]
- Ehrenbürgerschaft der Republic of China (Taiwan)